# Vernam-Chiffre
Die Vernam-Chiffre ist die Bezeichnung für verschiedene Verschlüsselungsverfahren, die auf Gilbert Vernam zurückgehen. Ursprünglich wurde von Vernam im Jahr 1918 ein Verfahren zum Patent angemeldet, bei dem ein Schlüsselstrom bitweise auf eine Nachricht addiert wird.
Die Sicherheit des Verfahrens hängt entscheidend davon ab, wie der Schlüsselstrom erzeugt wird. 
- Wird als Schlüssel lediglich ein langes natürlichsprachiges Passwort gewählt, so stellt die Vernam-Chiffre eine Erweiterung der Vigenère-Chiffre dar, bei der der geheime Schlüssel die gleiche Länge wie der Klartext hat. Ein solches Verfahren ist nach heutigen Standards unsicher.

- Wird der Schlüssel von einem kryptographisch sicheren Zufallszahlengenerator erzeugt, so ist das resultierende Verfahren eine Stromverschlüsselung, deren Sicherheit von der des Zufallszahlengenerators abhängt.

- Wird der Schlüssel echt zufällig erzeugt, so wird das Verfahren auch One-Time-Pad genannt. Da das One-Time-Pad von Vernam mitentwickelt wurde, wird es oft ebenfalls als Vernam-Chiffre bezeichnet. Dieses Verfahren ist informationstheoretisch sicher.